# Lipotriches sicheli
Lipotriches sicheli är en biart som först beskrevs av Joseph Vachal 1897.  Lipotriches sicheli ingår i släktet Lipotriches och familjen vägbin. Inga underarter finns listade i Catalogue of Life.